# Pietro Custodi
 (janvier 2024).
Si vous disposez d'ouvrages ou d'articles de référence ou si vous connaissez des sites web de qualité traitant du thème abordé ici, merci de compléter l'article en donnant les références utiles à sa vérifiabilité et en les liant à la section « Notes et références ».
Pietro Custodi, né le 29 novembre 1771 à Galliate et mort le 15 mai 1842 à Galbiate, est un économiste, politique et intellectuel italien.

## Biographie
Pietro Custodi naquit à Galliate, en 1771. Il débuta, jeune encore, dans la carrière administrative, poussé peut-être par son compatriote, le futur ministre Giuseppe Prina ; mais, de bonne heure aussi, il dut subir le contre-coup des événements dont l'Italie fut le théâtre pendant la Révolution. Il n'avait pas vingt-six ans, qu'il était poursuivi pour des raisons politiques; sa mère, veuve et infirme, supplia le général Bonaparte (c'était quelques jours après la signature du Traité de Campo-Formio) de permettre que son fils, contre qui un mandat d'arrêt avait été lancé, et absent depuis environ trois mois, pût rentrer dans ses foyers : ce qui fut accordé.
Vers la même époque, Custodi devint rédacteur au Grand conseil (ou Corpo legislativo de' juniori) de la République cisalpine. Puis, après avoir occupé le poste de secrétaire général de la Direction des Domaines, à Milan, il fut nommé, en 1805, « segretario della commissione incaricata della redazione del progetto di regolamento notarile » ; mais il déclina cet honneur, empêché qu'il était, dit-il, par ses fonctions de «segretario della contabilità nazionale». L'année suivante (1806), il est chef de division au ministère des Finances, à Milan, et en 1808, au plus tard, secrétaire général du même ministère ; il le restera jusqu'en 1816. Vers la fin de novembre 1813, Custodi fut chargé d'une mission dans le département du Serio, avec le titre de conseiller d'État ; cette mission, qui dura un peu plus d'un mois, était terminée à la fin de décembre 7.
En 1816, il envoie sa démission de secrétaire général des Finances, qui est acceptée, et passe de Milan à Parme, avec le titre d’intendant général ou administrateur général des Finances du duché, sous le gouvernement de Marie-Louise. Mais, à la suite d’un malentendu, assez grave, semble-t-il, survenu entre lui et les fermiers des Finances ducales, en 1816-1817, il quitta l’administration, et se retira dans sa paisible villa de Galbiate, au nord de Milan, non sans faire toutefois dans cette dernière ville des séjours plus ou moins fréquents et prolongés. Les années qui suivirent, surtout les années 1835-1841, furent en grande partie occupées par la formation et la mise en valeur de ses collections.
Dans sa retraite de Galbiate, Pietro Custodi put se livrer à loisir aux études littéraires et historiques, dont il avait toujours eu le goût. Il avait déjà donné de nombreuses preuves de son activité comme publiciste et surtout comme éditeur. Gaetano Melzi lui a attribué la paternité d’un opuscule intitulé : « Della sovranità del popolo e dell’eccellenza di uno stato libero » (1797).  En 1800, il avait présidé, ou tout au moins participé pour une grande part, à la publication de l’Amico della Libertà, journal qui parut à Milan, du 5 juin au 29 août, et ne compta que vingt-cinq numéros.
Dès cette époque, sans doute, il songeait à une entreprise qui devait avoir plus de succès et lui faire beaucoup d’honneur, entreprise qui consistait en la publication d’un vaste recueil de mémoires des principaux économistes italiens. Vers la fin de 1803, paraissaient les premiers volumes de la collection des Scrittori classici italiani di economia politica.
Rendu à la vie privée en 1817, Custodi faisait paraître, quelques années plus tard, un recueil d'Œuvres choisies du célèbre critique littéraire italien du XVIIIe siècle Giuseppe Baretti. Puis, c'est une nouvelle édition de la Storia di Milano de Pietro Verri, où le récit est continué, par Custodi lui-même, jusqu'à la mort de l'empereur Léopold II, en 1792. Custodi mourut à Galbiate le 15 mai 1842.

## Œuvres
- Scrittori classici italiani di economia politica, 50 vol., 1803-16 ;
- Storia di Milano, 1850.